# Malout
Malout (Malaut) è una città dell'India di 70.958 abitanti, situata nel distretto di Muktsar, nello stato federato del Punjab. In base al numero di abitanti la città rientra nella classe II (da 50.000 a 99.999 persone).

## Geografia fisica
La città è situata a 30° 13' 0 N e 74° 28' 60 E e ha un'altitudine di 182 m s.l.m..

## Società

### Evoluzione demografica
Al censimento del 2001 la popolazione di Malout assommava a 70.958 persone, delle quali 37.980 maschi e 32.978 femmine. I bambini di età inferiore o uguale ai sei anni assommavano a 9.316, dei quali 5.196 maschi e 4.120 femmine. Infine, coloro che erano in grado di saper almeno leggere e scrivere erano 44.629, dei quali 25.761 maschi e 18.868 femmine.